# Leptostomias bermudensis
Leptostomias bermudensis är en fiskart som beskrevs av Charles William Beebe 1932. Leptostomias bermudensis ingår i släktet Leptostomias och familjen Stomiidae. IUCN kategoriserar arten globalt som livskraftig. Inga underarter finns listade i Catalogue of Life.